# Parkinsonia parkinsoni
Pour les articles homonymes, voir Parkinsonia (homonymie).
Espèce
Parkinsonia parkinsoni est une espèce fossile d'ammonite du Jurassique moyen, de la famille des Stephanoceratidae.

## Classification
L'espèce Parkinsonia parkinsoni est décrite en 1821 par le minéralogiste, illustrateur et paléontologue britannique Sowerby.

### Fossiles
Selon Paleobiology Database en 2024, le nombre de collections de fossiles référencées est de quatorze. 
Ces carnivores nectoniques rapides ont vécu de l'âge Bajocien à l'âge Bathonien du Jurassique moyen c'est-à-dire datées de 168,3 à 167,7 Ma avant notre ère.

### Répartition
Selon Paleobiology Database en 2024, ces collections de fossiles sont trouvées dans le Jurassique moyen de France (une collection), d'Allemagne (deux), d'Iran (une), du Kazakhstan (une), de Pologne (trois), de Russie (tois), du Turkménistan (une), du Royaume-Uni (deux).

## Description
Parkinsonia parkinsoni a une coquille en spirale comprimée avec de fortes nervures.

### Publication originale
- [1821] (en) James Sowerby, Mineral Conchology of Great Britain, vol. ?, londres, B. Meredith, 1821.